# Debbie West
Debbie West es una jinete británica que compitió en la modalidad de concurso completo. Ganó tres medallas en el Campeonato Europeo de Concurso Completo, en los años 1971 y 1973.

## Palmarés internacional
| Campeonato Europeo | Campeonato Europeo     | Campeonato Europeo | Campeonato Europeo |
| Año                | Lugar                  | Medalla            | Categoría          |
| ------------------ | ---------------------- | ------------------ | ------------------ |
| 1971               | Burghley (Reino Unido) | Medalla de oro     | Por equipos        |
| 1971               | Burghley (Reino Unido) | Medalla de plata   | Individual         |
| 1973               | Kiev (URSS)            | Medalla de bronce  | Por equipos        |